# 日人会馆旧址
日人会馆旧址，位于中华人民共和国辽宁省大连市中山区南山路125号，已列为大连市文物保护单位。

## 历史
日人会馆旧址建于日占时期的1920年。

## 保护
2003年9月29日，日人会馆旧址公布为第五批大连市文物保护单位。